# Santuario di Santa Maria dei Miracoli (Nocera Inferiore)

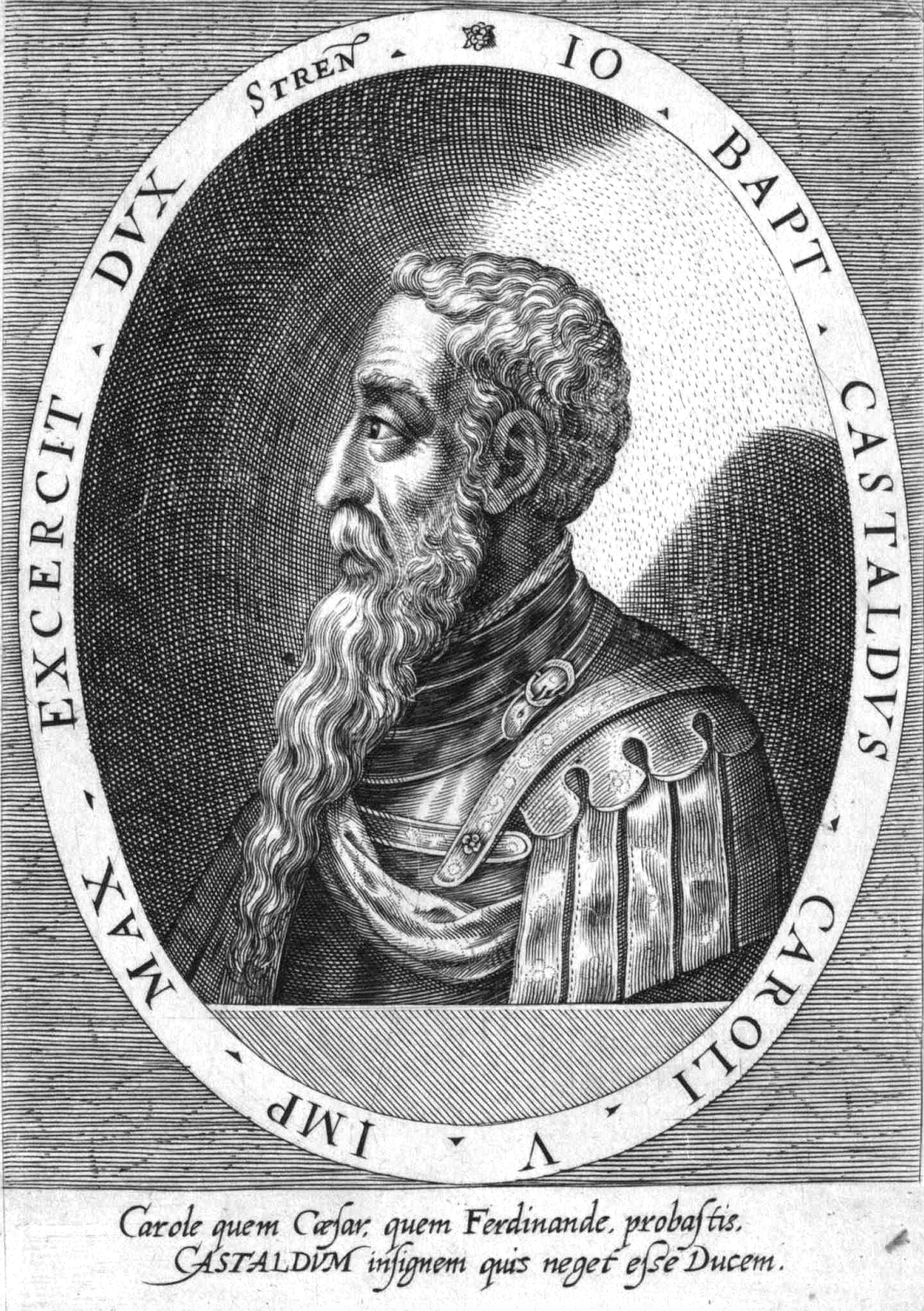
Giambattista Castaldo, fondatore del convento

Il santuario di Santa Maria dei Miracoli è un complesso religioso mariano sito a Nocera Inferiore posto a 300 metri s.l.m., a mezza costa del Monte Albino. Inizialmente l'area ospitava una cappella dedicata alla Madonna dei Pigni. Nel 1530 l'edificio fu trasformato in convento dal condottiero nocerino Giambattista Castaldo dedicato all'ordine degli olivetani. Nel XVIII secolo, dopo una frana, il complesso conventuale fu spostato a valle e il complesso andò in decadenza. Fu ristrutturato nel corso dell'Ottocento. Nel 1973 fu elevato a Santuario Diocesano Mariano dal vescovo Jolando Nuzzi.
Meta di pellegrinaggi in primavera, lo si raggiunge da una strada cementata, che arriva alla base del santuario, da dove parte una scalinata che arriva all'edificio.

## Storia

### La cappella dei Pigni e Santa Maria della Matrognana

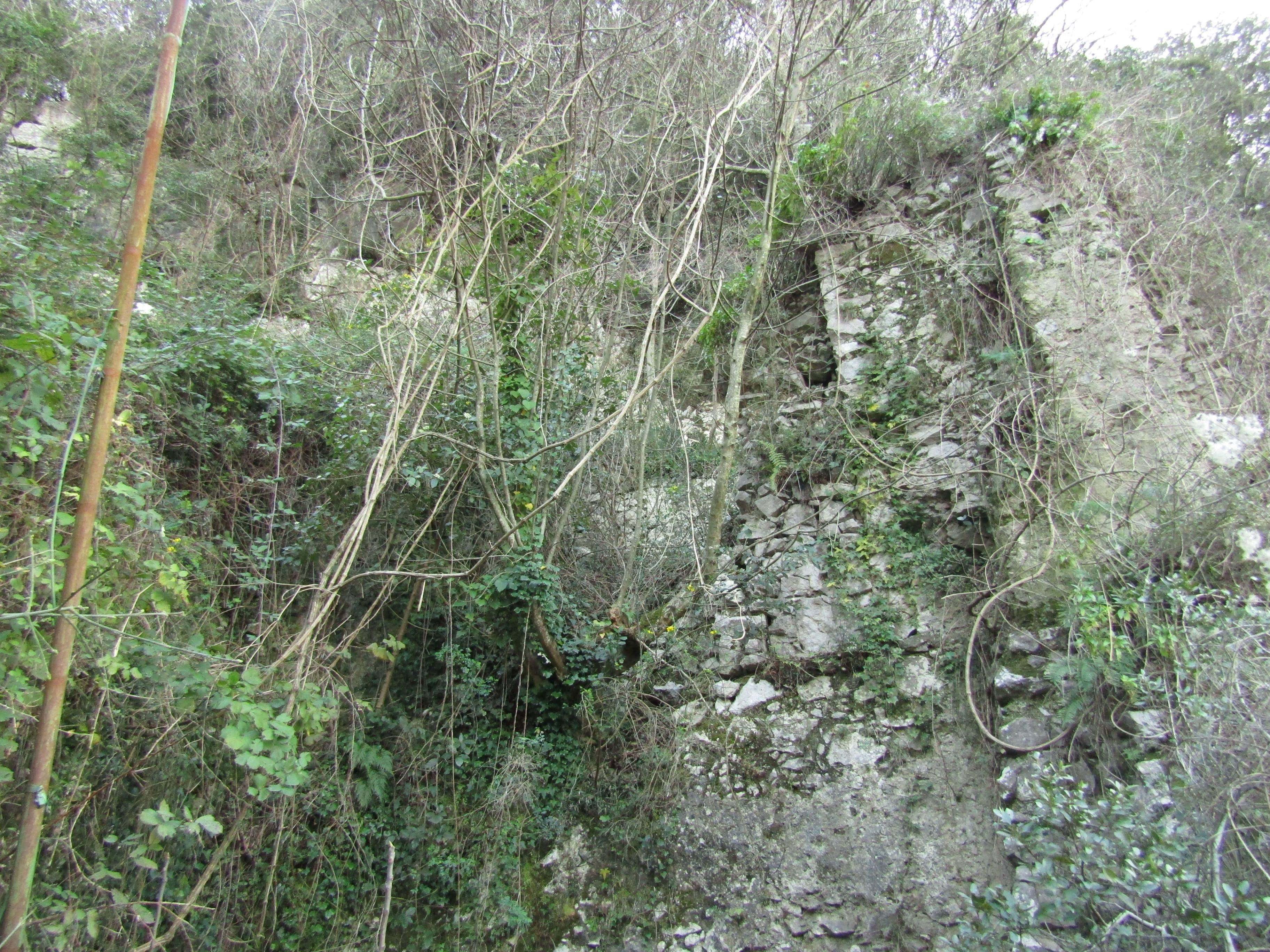
Rovine della cappella dei Pigni

In origine l'area ospitava l'antica cappella, detta dei tre Pigni o delli Pigni, che recava un'immagine della Vergine ritenuta miracolosa, vi era anche un altro complesso (citato già nel XII secolo) il quale era noto anche come Santa Maria della Matrognana. Fu in origine meta di riposo per i contadini dell'Agro nocerino che si recavano verso il mercato di Amalfi per vendere i frutti della propria terra. Si trattava di un punto di ristoro per le bestie da soma che si abbeveravano presso le fonti dette Bocca di mare, Musceo e Fontanelle. 
La custodia della cappella era affidata alle cure della Confraternita di Santa Maria a Monte presso la Cappella di San Nicola nel rione Casolla.
Al culto dell'immagine miracolosa fu aggiunto quello dei santi Eligio ed Emidio.

### Il convento olivetano
Nel 1530 la piccola cappella fu completamente trasformata per opera del condottiero nocerino Giambattista Castaldo che vi realizzò un convento in ossequio a un ex voto. Si narra che il Castaldo fosse inseguito da alcuni briganti e si rifugiò nella grotta dedicata alla Madonna. Promise alla Vergine che se si fosse salvato, avrebbe ristrutturato e ampliato al cappella realizzando un convento dedicandolo all'ordine degli olivetani. Primo abate della neonata struttura fu Cipriano Castaldo, nipote del fondatore.
Nel 1715 Raimondo de Mata fu eletto ultimo abate della struttura. Due anni dopo, nel 1717, i monaci scelsero di lasciare il monastero (considerato freddo e disagevole) per sposarsi a valle, nell'attuale quartiere Piedimonte di Nocera Inferiore. La nuova chiesa, dedicata a Santa Maria dei Miracoli, fu inaugurata nel 1728. I resti del monastero oramai abbandonato furono seriamente danneggiati da una frana il 2 dicembre del 1745. Il nuovo monastero fu chiuso nel 1807, a seguito della soppressione degli ordini religiosi decisa dal governo francese a Napoli e 1812 la dismessa chiesa degli Olivetani fu scelta per ospitare la nuova sede della parrocchia di San Bartolomeo.

#### Patrimonio artistico

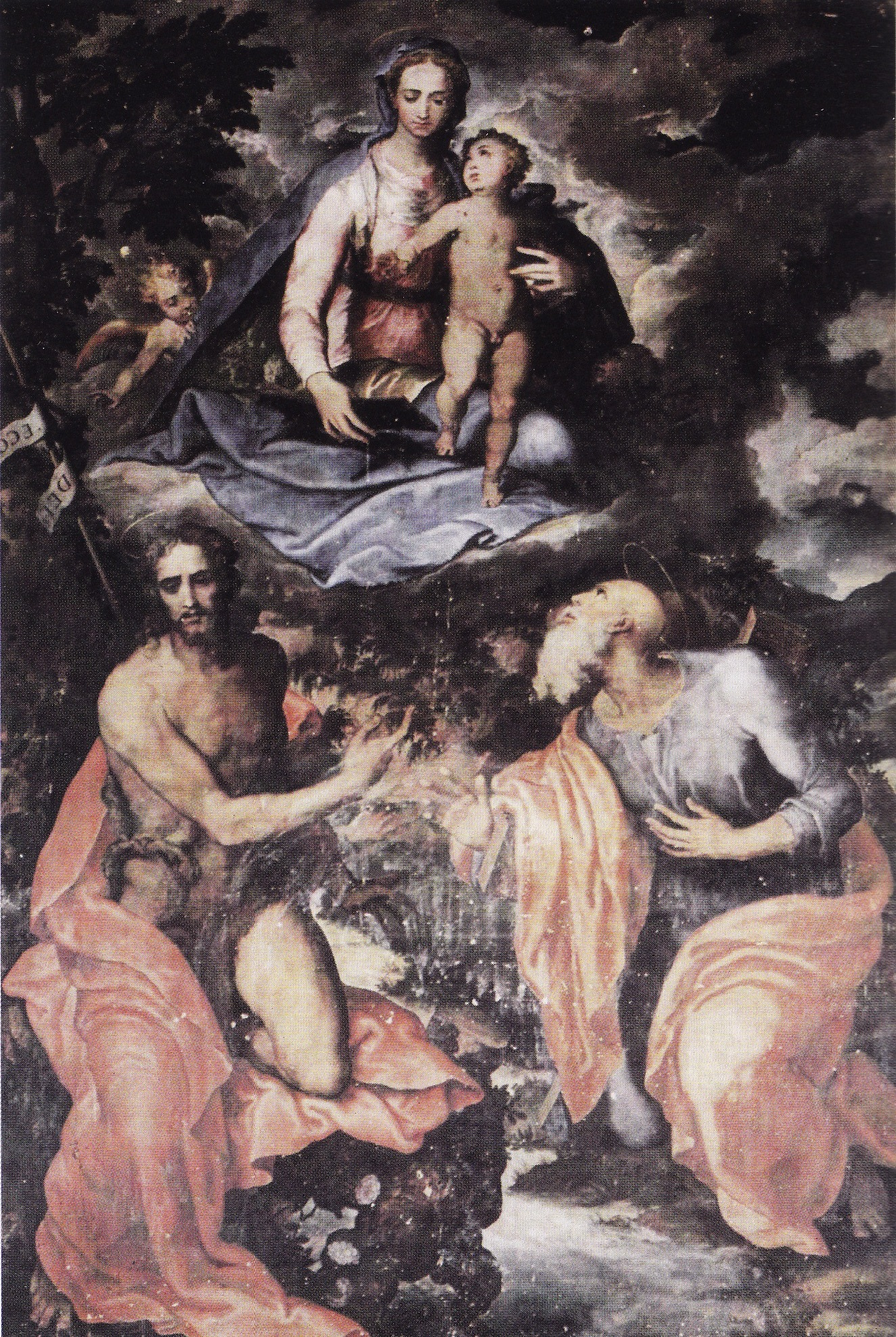
Madonna con Bambino e santi di Marco Pino, un tempo conservato nel convento

La ricchezza di Giambattista Castaldo, che raggiunse il grado di generale dell'esercito di Carlo V d'Asburgo fece sì che il complesso da lui fondato fosse riempito di opere d'arte (che furono tutte traslate contestualmente al trasferimento della struttura).
Ospitò fin dall'origine uno dei pochi dipinti originali di Raffaello presenti nel Mezzogiorno, la Madonna del duca d'Alba, oggi a Washington. 
Vi erano tre dipinti di Marco Pino, la Madonna con Bambino e santi (oggi ospitata presso la chiesa di San Bartolomeo a Nocera Inferiore); la Resurrezione di Lazzaro (oggi a Napoli); la Conversione di san Paolo (oggi a Palermo).
Vi erano un tempo anche i monumenti funerari della famiglia Castaldo, tra cui spiccava il busto marmoreo di Giovan Battista Castaldo, opera di Leone Leoni. Era presente, infine, un ritratto commemorativo del fratello di costui, l'olivetano Giovan Matteo Castaldo, vescovo di Pozzuoli dal 15 febbraio 1542 al 1586, anno della sua morte.
Queste ultime opere sono ospitate nella chiesa di San Bartolomeo a Nocera Inferiore.

### Le trasformazioni successive
Nel 1726 la struttura fu data in enfiteusi a Paolo Sessa e nel 1775 fu dato in subenfiteusi a Fabrizio Scafati. Venne riattata nel 1819, quando si riaccese il culto per la Madonna dei Miracoli da monsignor Silvestro Granito, vescovo di Cava e Sarno e Amministratore Apostolico della diocesi di Nocera, sede vacante in quel periodo. La struttura fu retta da Catello Canfora, arcidiacono del Capitolo. Nel 1839 fu affidata alla parrocchia nocerina di Santa Maria del Presepe e nel 1850 fu donata al Caninoci del Capitolo della Cattedrale.

### Il santuario mariano
L'8 dicembre 1973 la struttura fu elevata a Santuario Diocesano Mariano dal vescovo Jolando Nuzzi.
Oggi è visibile e praticabile la grande scalinata, illuminata da tre finestroni a tutto sesto, conduce alla chiesa a navata unica. All'interno sono custoditi epigrafi, dipinti, sculture ed ex voto.

## Culti e tradizioni

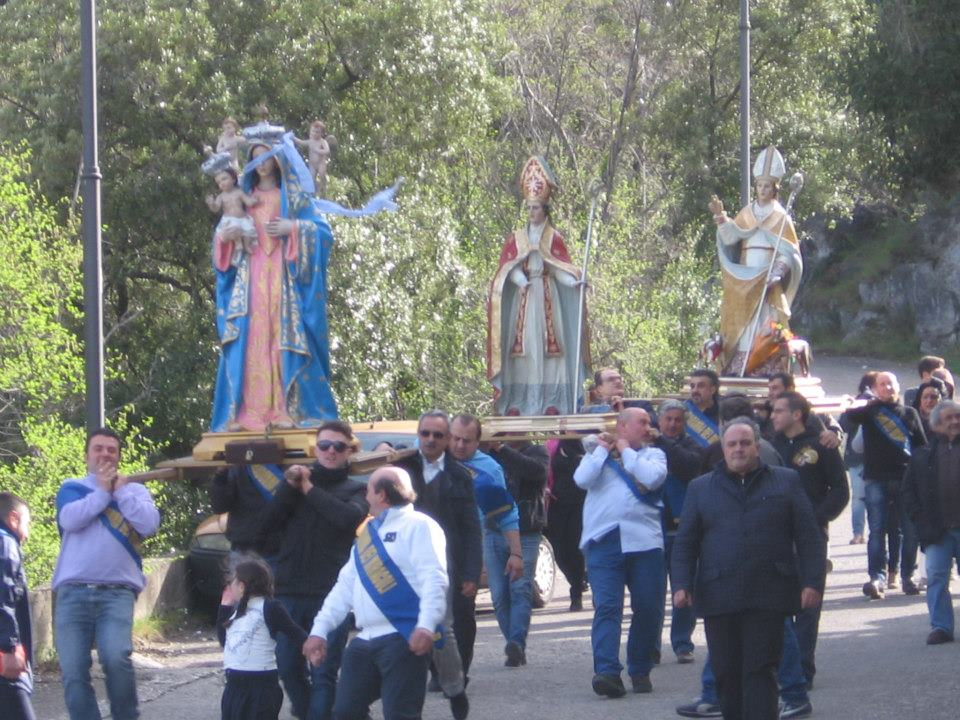
Le statue dei santi portate in processione

### Ilmartedì di pasquetta
Inizialmente i cittadini della città di Nocera dei Pagani lo raggiungevano durante il lunedì in albis per passarvi la pasquetta. Nel 1598 monsignor Carlo Baldini, dopo numerosi incidenti tra cittadini nocerini e paganesi durante la pasquetta, stabilì che i residenti di Pagani festeggiassero la pasquetta il lunedì in albis mentre i nocerini si potessero recare al santuario il giorno successivo (e nel resto della settimana a seconda della classe sociale). Tale usanza si mantiene ancora oggi.

### Il culto di Sant'Emidio e Sant'Eligio
Ogni domenica delle palme dal santuario vengono portate in processione le statue della Vergine Maria, di Sant'Eligio e Sant'Emidio. Le effigi vengono riposte nella cappella di San Rocco nel Casale del Pozzo rimanendovi fino al lunedì in albis, quando vengono portate in processione lungo la zona pedemontana dei casali e riposte nella chiesa di Santa Maria del Presepe.
Il martedì in albis, nella cosiddetta pasquetta nocerina i santi risalgono al santuario dove, nei giorni successivi, riceveranno la visita dei fedeli dell'Agro. Lungo le volte e gli spiazzi della salita al santuario, i fedeli si riuniscono per suonare e ballare musiche popolari.
I santi sono accompagnati al santuario con carri adornati trainati da cavalli, seguiti da cani e altri animali. Il culto degli animali è legato, infatti, alla figura di Sant'Eligio. Nel 2023 a causa della chiusura della strada che porta al santuario, caduta massi dal costone roccioso, i santi sono stati celebrati presso la cattedrale di San Prisco. Il lunedì in albis le statue in processione dalla cappella di San Rocco hanno raggiunto la cattedrale nocerina, e sul sagrato si sono celebrati i riti religiosi; il martedì in albis la processione riparte dalla cattedrale, percorre le strade cittadine per poi rientrare di nuovo in cattedrale.

## Cronotassi

### Abati
- Cipriano Castaldo (1550)
- Placido Rapicano (1585)
- Stefano (1586)
- Valentino (1588)
- Clemente (1593)
- Valeriano (1639)
- M. Alberini (1690)
- Raimondo de Mata (1715)

### Rettori successivi all'abbandono del convento
- Paolo Sessa (1726)
- Fabrizio Scafati (1726)
- Catello Canfora (1819)

### Canonici
- Domenico Sorrentino (1850)
- Pasquale Iannone (1856)
- Pasquale D'Alessandro (1872)
- Gennaro Rossi (1880)
- Raffaele Vitolo (1890)
- Ferdinando Rossi (1897)
- Vincenzo Buoninconti (1715)
- Raffaele Durate Scoppa (1937)
- Carmine D'Alessio (1947)
- Francesco Di Costanzo (1963)
- Vincenzo Leopoldo (1980)
- Pietro Califano (1990)